# 第一代維米的拜恩子爵朱利安·拜恩
第一代維米的拜恩子爵朱利安·拜恩（英語：Julian Byng, 1st Viscount Byng of Vimy，1862年9月11日—1935年6月6日）是一名英國陸軍元帥，1921年至1926年擔任加拿大總督。
拜恩出生於英格蘭哈特福郡，是第一代斯塔福德伯爵約翰·拜恩的孫子。於伊頓公學畢業後拜恩加入陸軍，參加第二次波耳戰爭以及第一次世界大戰。1921年被指派為加拿大總督，在任期間曾與加拿大總理W·L·M·金發生衝突，並間接促成了1931年西敏法規的制定。1926年拜恩回到英格蘭並在兩年後受封維米的拜恩子爵（Viscount Byng of Vimy）爵位。